# Ксаверій Дуніковський
Ксаверій Дуніковський (пол. Ksawery Dunikowski; 24 листопада 1875, Краків — 26 січня 1964, Варшава, Польща) — польський скульптор і живописець.

## Життя та творчість
К. Дуніковський народився в Кракові у 1875 році. Коли йому було 12 років, сім'я переїхала до Варшави, де Ксаверій після закінчення навчання в технікумі вивчав скульптуру у Болеслава Севича і Леона Васильківського. З 1896 року навчався в Академії образотворчих мистецтв у Кракові. Учень Альфреда Дауна, Константи Лящки, Огюста Родена і Яна Станіславського.
Проживав у Варшаві, де був призначений на пост професора варшавської Академії образотворчих мистецтв. У 1905 році під час суперечки застрелив живописця Вацлава Павлішака, але заарештований не був.
З 1910 року в Кракові, потім в Парижі, впродовж одного року служив у Французькому іноземному легіоні. У 1922 році повернувся до Польщі і був призначений на посаду професора скульптури Варшавської Академії образотворчих мистецтв. Під час роботи в Академії К. Дуніковський навчав багатьох польських скульпторів, в тому числі: Єжи Бандуру, Зигмунта Гавлика, Юзефа Гославського, Марію Ярему, Людвіка Конаржевского (молодшого), Яцека П'юджета і Генріка Віцінського.
До 1939 року Ксаверій Дуніковський створив безліч монументальних скульптур, у тому числі пам'ятник президенту міста Кракова Юзефу Дітлу (1936).
З 1940 року був в'язнем концтабору Аушвіц.
У 1945—1955 роках — професор у Кракові, в 1955—1959 роках — у Варшаві, з 1959 року — у Вроцлаві.
Створив пам'ятник звільнення Вармінсько-мазурських земель (1954), пам'ятник, присвячений III Сілезькому повстанню (1955), пам'ятник солдату 1-ї Армії Війська Польського (1963).

## Нагороди
- Орден Будівельників Народної Польщі
- Командорський хрест із зіркою ордена Відродження Польщі
- Орден «Прапора Праці» (Польща) I ступеня
- Золоті Академічні лаври Польської академії літератури

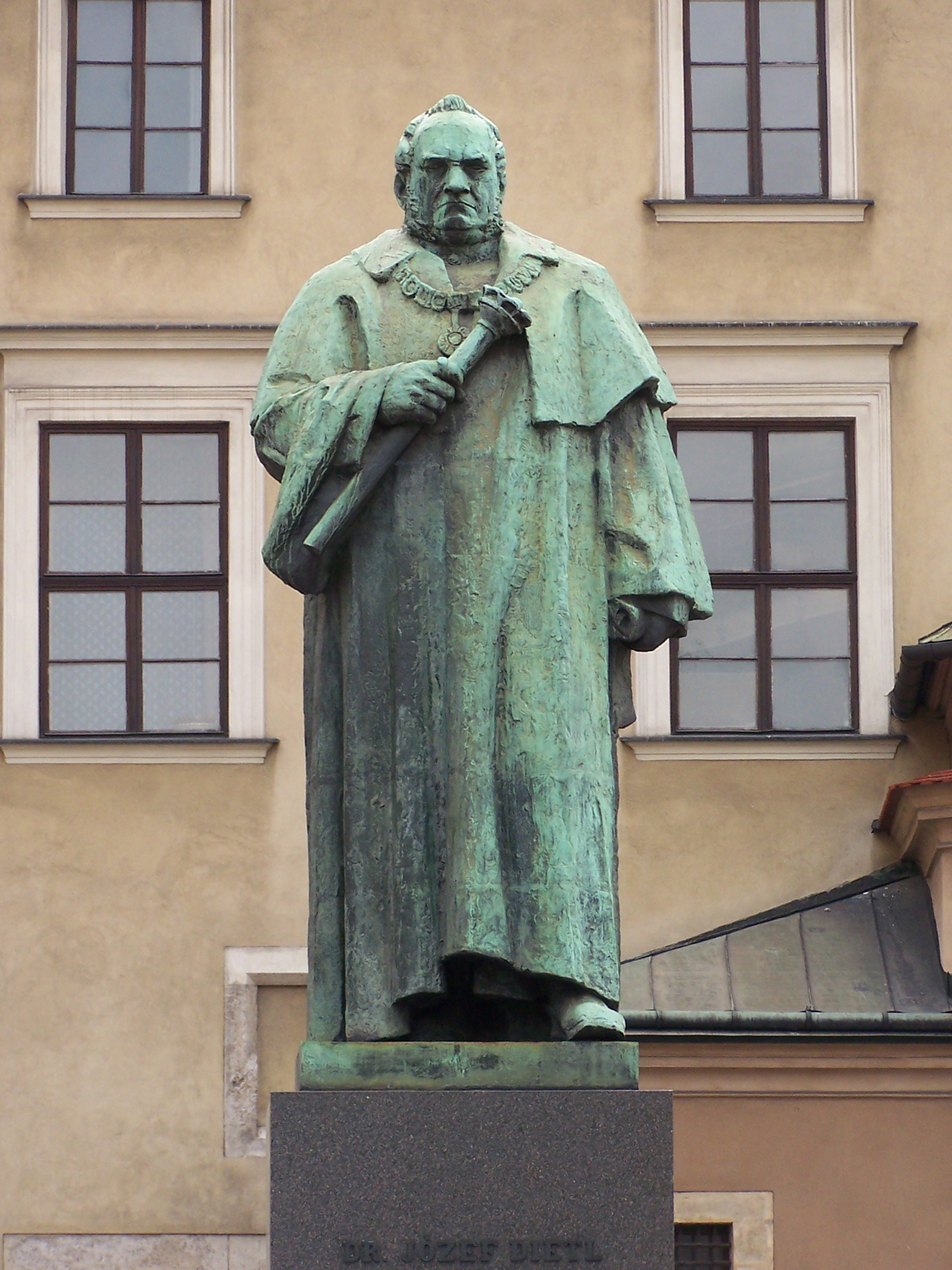
Пам'ятник президенту міста Кракова Юзефу Дітлу (1936)
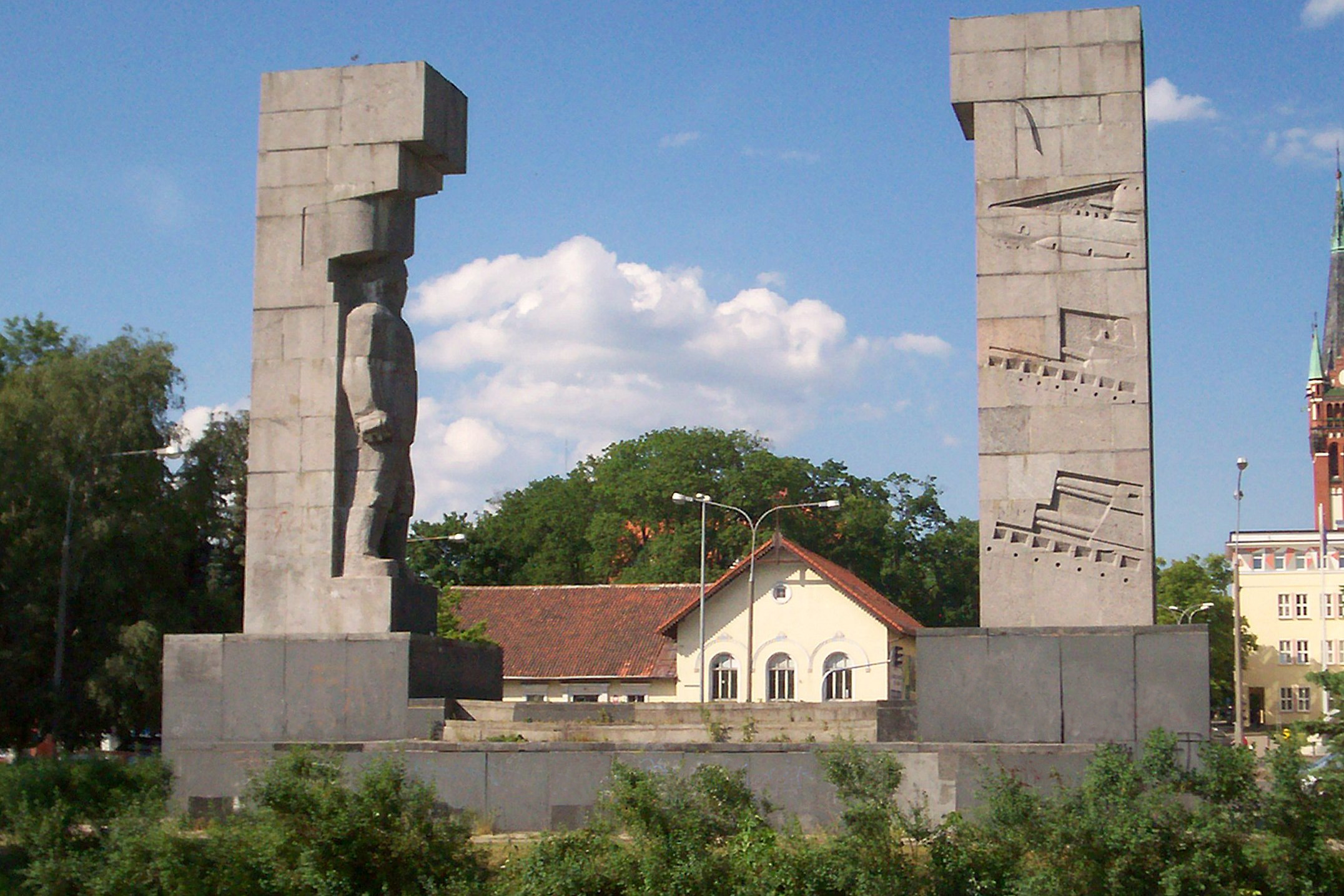
Пам'ятник звільнення Вармінсько-мазурських земель (1954)
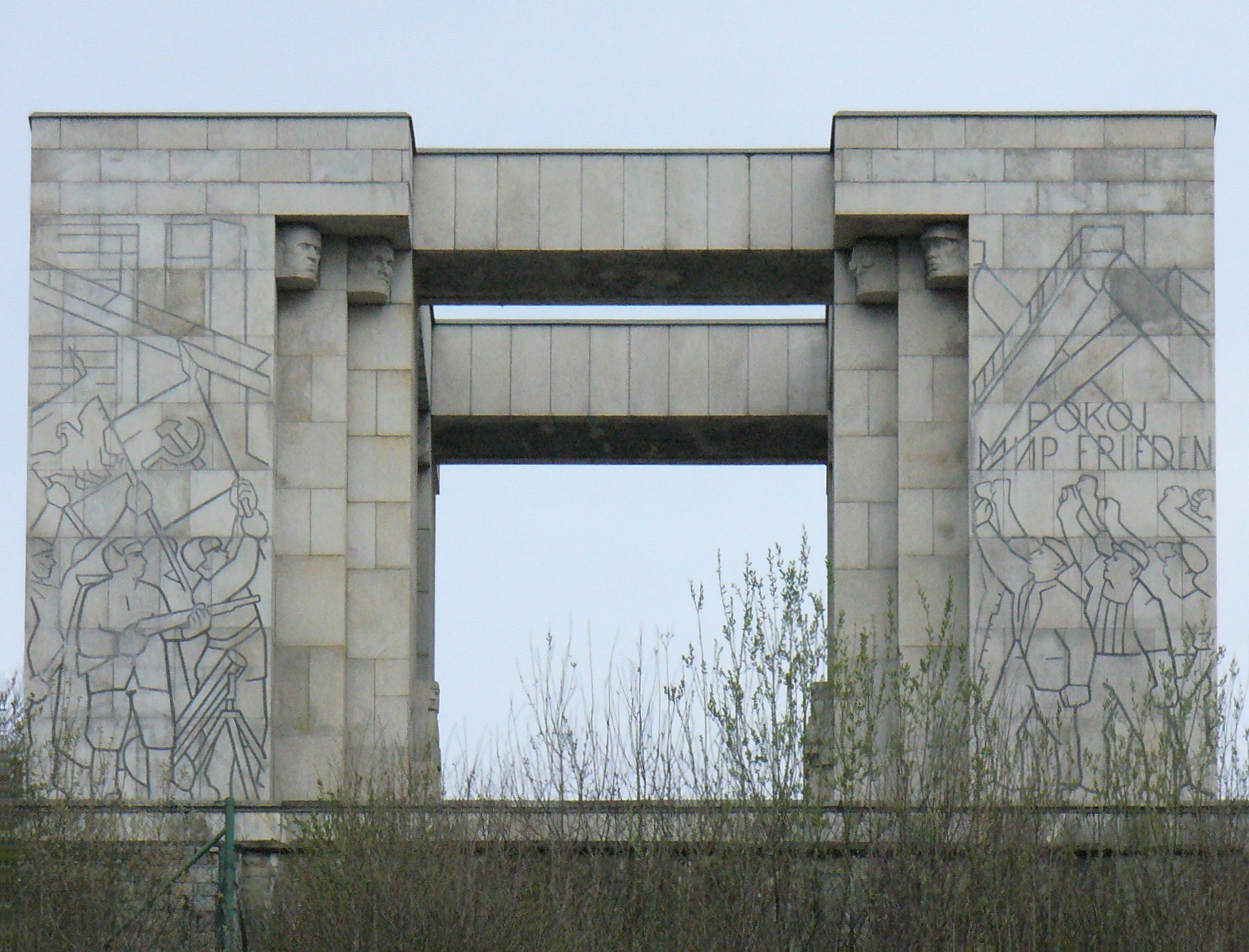
Пам'ятник, присвячений III Сілезькому повстанню (1955)
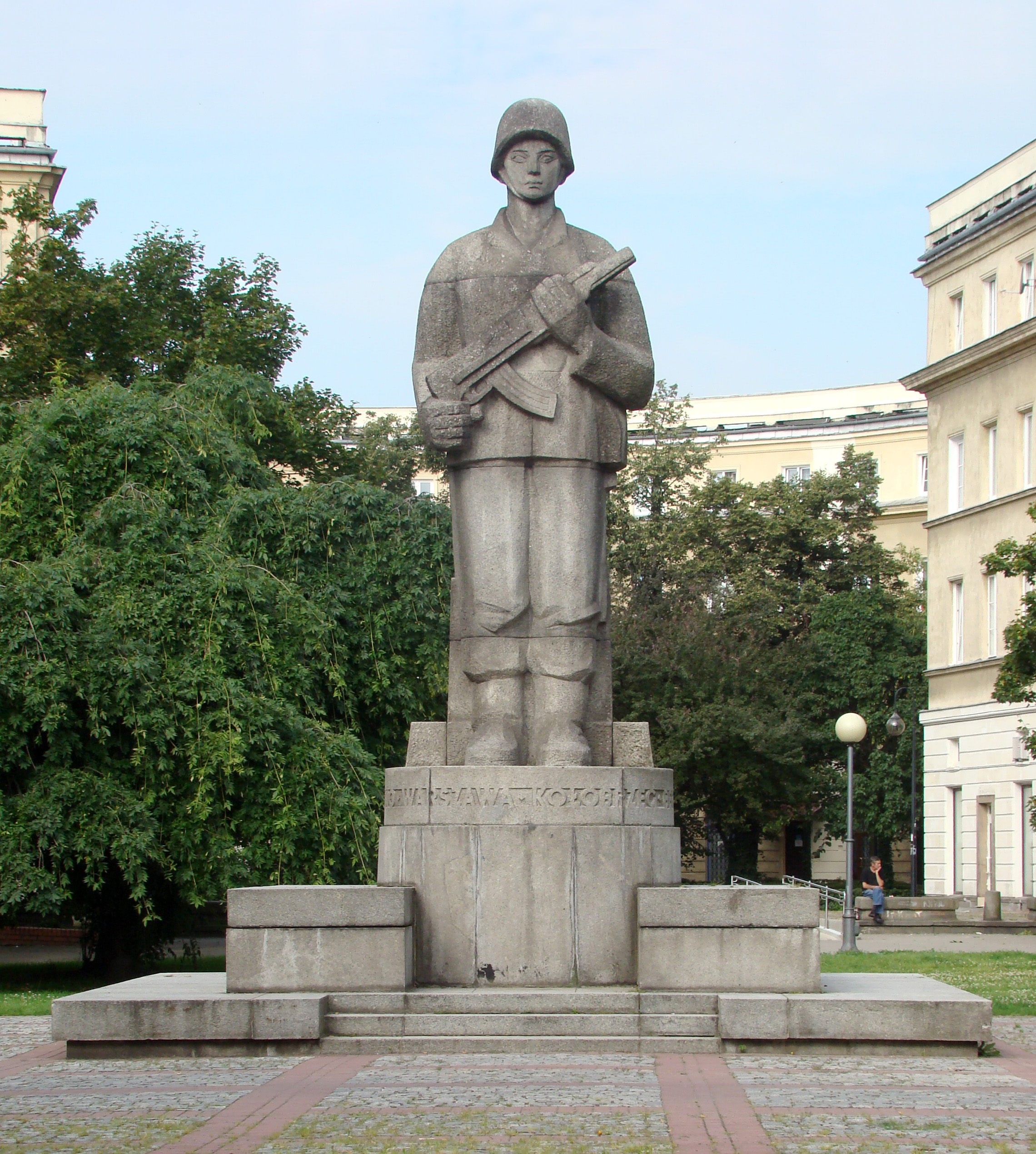
Пам'ятник солдату 1-ї Армії Війська Польського (1963)